# Dance in the Dark
Vous lisez un « bon article » labellisé en 2011.  Il fait partie d'un « bon thème ».
Ne doit pas être confondu avec Dancer in the Dark ou Dancing in the Dark.
Singles de Lady Gaga
Alejandro
(2010) Born This Way
(2011)
Pistes de The Fame Monster
Speechless
(4) Telephone
(6)
Dance in the Dark est une chanson écrite et enregistrée par l’artiste américaine Lady Gaga. Il s'agit du quatrième et dernier single issu de son deuxième album studio, The Fame Monster. Sorti en 2009, il s'inspire de l’expérience intime vécue par deux personnes dans une chambre à coucher. D'après Lady Gaga, le morceau parle « d’une fille qui n'aime le sexe que lorsque les lumières sont éteintes car la vue de son propre corps la rend malade ». L'artiste explique avoir été sensibilisée aux peurs de certaines femmes en travaillant aux côtés de l’association caritative MAC AIDS Fund et que la chanson n'a pas pour sujet la liberté mais plutôt le manque d’assurance qu'elle a observé chez certaines femmes. Le titre devait initialement sortir en tant que troisième single de l'album, juste après Telephone mais, à la suite de désaccords entre Gaga et son label, Alejandro l’a remplacé.
Malgré des influences rétros-pops et new wave, Dance in the Dark reste fidèle à l'image sombre propre à l'album. Ainsi, le morceau débute par une introduction durant laquelle Gaga bégaye quelques mots, puis se poursuit par un couplet de paroles au cours duquel elle récite le nom de plusieurs personnalités mortes tragiquement. La chanson reçoit principalement des avis positifs de la part des critiques. Bien que n'étant sortie qu'en tant que single promotionnel, elle se classe dans quelques pays, tout d’abord au Royaume-Uni, puis aux États-Unis dans le classement du Billboard, Bubbling Under Hot 100 Singles. Plus tard, elle atteint le top 50 en Belgique, le top 30 en Australie et le top 10 en Slovaquie, en Hongrie ainsi qu'en République tchèque.
Gaga interprète le titre lors de l’ouverture des concerts de sa seconde tournée internationale, The Monster Ball Tour. Lors des concerts américains, elle chante ce morceau derrière une grande toile blanche où sont projetées des images d’elle tandis que, pendant les spectacles britanniques, elle interprète la chanson sur une scène décorée dans le but de ressembler à New York de nuit. Le morceau est également joué lors des BRIT Awards 2010 dans lequel Gaga dédie cette performance à son défunt ami, Alexander McQueen, qui s’est suicidé quelques jours plus tôt. Le titre est nommé pour le « Meilleur Enregistrement Dance » lors des 53e Grammy Awards, mais perd contre la chanson Only Girl (In the World) de Rihanna,.

## Développement
Bill Lamb, du magazine About, affirme que la chanson traite des « artifices de l’apparence ». Dans une interview avec le Los Angeles Times, Gaga déclare que l’inspiration qui a conduit à écrire Dance in the Dark se révèle être l’histoire intime de deux personnes dans une chambre à coucher, histoire qui a à voir avec le « monstre du sexe ». Selon elle, les paroles parlent d’une femme qui n'aime faire l’amour que lorsque les lumières sont éteintes, étant gênée à la simple vue de son corps. Gaga explique cette situation ainsi : « Elle ne veut pas que son homme la voie nue. Elle désire être libre, et ne laisse son esprit animal se déchaîner, que lorsque les lumières sont éteintes ». Elle ajoute que la femme dont le morceau raconte les expériences doit se battre sans cesse avec les doutes qu’elle a concernant l’image de son corps et doit remettre constamment sa vie en question pour être en confiance. Alors que Gaga travaille avec MAC AIDS Fund, elle prend conscience que la plupart des femmes de son âge ne parlent pas avec leur cœur, de peur que leurs amoureux ne les rejettent :

« Toutes ces nouvelles choses qui sont entrées dans ma vie ont changé la perception avec laquelle je voyais l’existence, mais Dance in the Dark en particulier traite de mon désir de vivre — mais aussi, il faut se rappeler que le morceau ne s’appelle pas Dance in the Light. Je ne suis pas une chanteuse de gospel essayant de toucher les gens. Ce que je veux dire c'est que j’ai la vie en moi. Je la sens, et je la sens de la même manière que vous, et c’est bien. J’espère et je prie dans l’espoir que je pourrai changer la mentalité de certaines personnes par rapport à la vie grâce à mon art. Mes fans chantent Dance in the Dark, mais ils dansent et ils sont libres, ils se laissent vivre. Toutefois, la chanson ne traite pas de la liberté, elle parle du fait que je l’aie et que je la ressens de la manière dont vous la ressentez,. »

Selon MTV, le titre était initialement prévu pour sortir après Telephone, mais à la suite de désaccords entre Gaga et sa maison de disques, Alejandro l'a remplacé. La chanson est d’abord sortie sur iTunes Belgique en tant que single promotionnel de The Fame Monster, tout comme Alejandro. Sept mois plus tard, en juillet 2010, le morceau est envoyé aux radios en tant que single en Australie, puis en France en août 2010,.

## Composition

Gaga en avril 2010 en Australie, chantant Dance in the Dark lors du Monster Ball Tour.

Dans sa composition, Dance in the Dark possède quelques influences rétro et new wave et, selon le Vancouver Sun, est de genre synthpop,,. D’après Michael Hubbard de MusicOMH, l’introduction de la chanson est composée de cris de jouissance, suivie par Gaga qui commence à chanter. Un pont parlé est présent au milieu du titre, semblable à celui présent dans le single de Madonna, Vogue, sorti en 1990. Textuellement, les paroles contiennent des références aux vampires dans les lignes « Run run her kiss is a vampire grin/The moon lights her way while she’s howlin’ at him », qui se traduit par : « Cours, cours, son baiser est un sourire de vampire/La lune éclaire son chemin pendant qu’elle hurle pour lui ». Gaga explique que ces paroles font référence au fait que, de nos jours, les gens comptent trop sur les autres pour calmer et apaiser leurs peurs intérieures. Elle ajoute que « la phrase « She doesn’t feel free without the moon » est une façon pour [elle] de faire comprendre aux autres qu'[elle] trouve que les femmes et certains hommes se ne sentent jamais en sécurité. Ce n’est pas que quelquefois, ce n’est pas qu'à l’adolescence, c’est tout le temps. ». Le pont parlé est une métaphore pour exprimer le mode de vie glamour d’Hollywood, tout en étant un hommage au morceau Vogue. Il fait référence à des célébrités mortes dans des accidents tragiques tels que Marilyn Monroe, Judy Garland, Sylvia Plath, la princesse Diana, Liberace, Stanley Kubrick ou encore JonBenét Ramsey,,.

## Accueil critique
Bill Lamb d’About salue le morceau, affirmant que « S’annonçant comme une chanson épique, tragique et pop, Dance in the Dark attire l’attention sur elle grâce à ses couplets passablement heavy et émouvants ainsi que par son refrain qui est l'un des meilleurs que Gaga ait fait. Ce titre se range dans un genre unique de pop, possédant plusieurs facettes. Il s'empare de vous graduellement ; le rythme est le premier élément qui vous frappe, puis vous pouvez entendre le groove jusqu’à ce que la mélodie vous captive avec sa touche pop, et vous emmène enfin véritablement au septième ciel. ». Paul Lester de BBC affirme que la chanson est « un succès post-R&B. ». De son côté, Evan Sadwey de PopMatters affirme que Dance in the Dark, tout comme Monster, est « délicieusement retro-explicite [...] permettant ainsi au titre de prendre l’apparence d’un original cocktail pop. ». Scott Plagenhoef du Pitchfork Media souligne que Gaga s’est beaucoup inspirée de Madonna dans cette chanson. Nick Levine de Digital Spy note quant à lui que le morceau de Gaga est  « le genre de titres qui vous donne à un tel point l’envie de danser que vous le feriez dans un camp militaire allemand. ». Edna Gunderson de USA Today décrit le morceau comme étant « sophistiqué ». Sal Cinquemani du Slant Magazine affirme que Bad Romance et Dance in the Dark « incorporent magnifiquement des notes synths new-wave ainsi que de subtils crochets ; si les mélodies de ces morceaux pouvaient être étiquetées, il serait sans doute écrit « Revenant des années 80 ». Attention, ces chansons ne sont pas édifiantes concernant les paroles, mais restent tout de même un hymne pour les incompris ». Cinquemani ajoute que Dance in the Dark est la chanson la plus joyeuse de The Fame Monster mais souligne également que « Après une charmante introduction où l'on entend des bégaiements et des cris de jouissance, le titre commence à ressembler un peu trop à ce que Gaga fait généralement, ce qui est dommage étant donné la surprise qu’ont réussi à créer les premiers singles de l’album. » Ben Patashnik de NME affirme que la chanson, tout comme un autre titre de l’album intitulé Monster, est « trop facilement oubliable ». Michael Hubbard de MusicOMH complimente le morceau pour son « monumental refrain et son remarquable pont parlé Madonnesque ainsi que ses lignes évoquant de tristes décès, particulièrement « You will never fall apart Diana, you’re still in our hearts / Never let you fall apart / Together we’ll dance in the dark » » se traduisant par :« Vous ne serez jamais mise de côté Diana, vous êtes toujours dans notre cœur / Jamais vous ne serez mise de côté / Ensemble nous allons danser dans le noir ».

## Performance dans les hit-parades

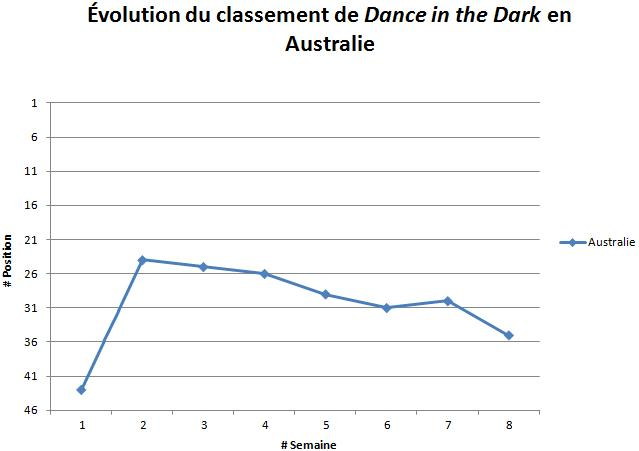
Évolution du classement de Dance in the Dark en Australie, retraçant les huit premières semaines de classement de la chanson.

En Hongrie, la chanson entre dans le Mahasz Single Top 10 Lista la semaine du 30 novembre 2009 à la 9e position mais est sortie du hit-parade la semaine suivante. Au Royaume-Uni, le titre se classe pour la première fois dans le UK Singles Chart à la 89e place le 12 décembre 2009, et n'y reste finalement qu'une semaine. Au Canada, le morceau entre dans le Canadian Hot 100 à la 88e position du classement lors de la semaine du 11 novembre 2009, et en est également sorti la semaine suivante. En Australie, le titre, à la suite de sa radiodiffusion, commence par se classer à la 93e position puis atteint, la semaine suivante, la 43e place du classement avant d'atteindre la 24e position une semaine plus tard, puis elle régresse pour enfin sortir du classement. En France, la piste entre dans le classement des téléchargements à la 40e place et atteint, la semaine suivante, la 35e, avant d'osciller entre la 37e, 42e, 46e, 36e pour enfin atteindre la 30e position et régresser ensuite jusqu’à sa sortie du hit-parade,,,,,,,.
Aux États-Unis, dans la semaine du 21 août 2010, la chanson entre dans le classement du Billboard, le Bubbling Under Hot 100 Singles, à la 22e place, ce qui signifie la 122e position générale. En Slovaquie, la chanson entame sa montée dans le hit-parade national lors de la semaine du 12 septembre 2010 à la 40e position et quelques semaines plus tard atteint la 10e, la 13e, la 14e, la 11e, la 15e puis la 6e place pour finalement régresser et quitter définitivement le classement,,,,,,. Toujours en Europe de l’Est, plus précisément en République tchèque, Dance in the Dark se positionne pour la première fois dans le palmarès à la 34e place, dans la semaine du 19 septembre 2010. Après plusieurs descentes et remontées, la piste atteint la 12e position, y reste deux semaines, avant d'y revenir dans la semaine du 6 février 2011,. Selon Nielsen Soundscan, fin 2010, le titre s’est vendu aux États-Unis à plus de 120 000 exemplaires numériques, actuellement, le titre accumule plus de 600 000 exemplaires dans le monde.

## Interprétations en direct
Gaga interprète Dance in the Dark en tant que première chanson de la programmation de sa seconde tournée internationale, intitulée The Monster Ball Tour. La performance commence avec l'apparition de Gaga derrière une toile géante sur laquelle est projetée des vidéos montrant un décompte chiffré puis des images entrecoupées de Gaga portant une veste de fourrure noire,. Elle surgit alors sur la scène, les yeux très maquillés, portant un masque, puis commence à chanter le titre tandis que ses danseurs, vêtus de cagoules et de pantalons blancs, exécutent une chorégraphie autour d’elle,. Pendant ce temps, la toile derrière Gaga expose une grille quadrillée de couleur bleue,. Jane Stevenson du Toronto Sun trouve que ce n’est qu’après la performance de Dance in the Dark que le Monster Ball « prend vie ». Le titre est aussi la première chanson dans la version européenne du Monster Ball et débute la première partie du concert nommée City. Gaga l'interprète sur une scène reproduisant New York de nuit, décorée de néons placés un peu partout sur la scène affichant les mots « Ugly », « Sexy » et « Liquor » ainsi que d’un escalier de secours et d'un taxi jaune endommagé.
Gaga interprète également Dance in the Dark lors des BRIT Awards le 16 février 2010, au Earl Courts Exhibition Centre. La performance est dédiée à son ami, le couturier et designer Alexander McQueen, décédé peu avant. Initialement, une performance différente était prévue, mais elle est revue à la dernière minute à la suite de la mort de McQueen. La performance a ensuite pour objectif de rendre hommage à ce dernier. Les titres chantés sont finalement les versions acoustiques de Telephone et Dance in the Dark. Gaga commence par s’assoir devant son piano, déclarant « Ceci est pour Alexander McQueen »,. Le tout donne un résultat beaucoup plus lent que dans les versions originales des chansons. Pour l'occasion, la scène est entièrement de couleur blanche, avec une statue géante de Gaga, elle aussi blanche, montrant cette dernière debout, vêtue d’un piano en guise de robe et chaussant les mêmes talons hauts, signés Alexander McQueen, qu’elle porte aussi dans le vidéoclip de Bad Romance. Après avoir achevé l’interprétation de Telephone, Gaga brandit un keytar qui reproduit l’introduction de Dance in the Dark. Elle est alors vêtue d’un justaucorps blanc, d’un masque de dentelle ainsi que d’une perruque style Marie-Antoinette et commence à jouer du keytar pour finalement interpréter une version techno du morceau. Après la performance, elle laisse un message sur son compte Twitter officiel : « La performance de ce soir est inspirée par notre ami. Vêtements par Phillip Treacy, sculpture par Nick Knight, musique par Lady Gaga. Tu nous manques. »

## Liste des éditions
- Téléchargement numérique belge [7]

1. Dance in the Dark – 4:48

## Crédits
Source : album
| - Lady Gaga - Arrangement, Coproduction, Chant, Écriture - Fernando Garibay - Arrangement, Production, Édition, Instrumentation, Écriture - Robert Orton - Mixage | - Jonas Wetling - Enregistrement, Ingénierie audio - Dan Parry - Enregistrement, Ingénierie audio - Christian Delano - Enregistrement, Ingénierie audio |

## Classements
| Pays               | Position | Temps au hit-parade | Certification |
| ------------------ | -------- | ------------------- | ------------- |
| Australie          | 24e      | 8 semaines          |               |
| Belgique (Fr)      | 48e      | 3 semaines          |               |
| Belgique (Nl)      | 33e      | 3 semaines          |               |
| Canada             | 88e      | 1 semaine           |               |
| États-Unis         | 122e     | 1 semaine           |               |
| France (airplay)   | 24e      | 8 semaines          |               |
| France (numérique) | 30e      | 9 semaines          |               |
| Hongrie            | 9e       | 1 semaine           |               |
| République tchèque | 10e      | 30 semaines         |               |
| Royaume-Uni        | 89e      | 1 semaine           |               |
| Slovaquie          | 6e       | 29 semaines         |               |

## Historique des sorties
| Pays      | Date            | Format    |
| --------- | --------------- | --------- |
| Belgique  | 9 novembre 2009 | Numérique |
| Australie | 26 juillet 2010 | Radio     |
| France    | 25 août 2010    | Radio     |